# Pirata Fútbol Club
Maillots
Dernière mise à jour : 27 décembre 2024.
Le Pirata Fútbol Club est un club péruvien de football basé dans le district de José Leonardo Ortiz, province de Chiclayo, au nord du Pérou.

## Histoire
Fondé le 15 novembre 2015, le club porte le nom de Pirata FC en raison du nom de la société de son président Molinos El Pirata. Pour l'anecdote le club arborait le portrait de Jack Sparrow, pirate fictif du film Pirates des Caraïbes, sur son blason et ce sans la permission de Walt Disney Pictures. 
Le Pirata FC remporte la Copa Perú (D3 péruvienne) en 2018 après un parcours du combattant qui le voit disputer plus de 30 matchs au cours de cette année (depuis sa ligue de district jusqu'à la finale du tournoi). Il participe pour la première fois au championnat de 1re division en 2019, mais son expérience est de courte durée, cinq entraîneurs s'y succèdent et le club est relégué en fin de saison. 
Il évolue depuis 2020 en 2e division. En 2023, lors de la dernière journée du championnat de D2, le 27 septembre, le Pirata FC s'incline très lourdement 0-11 sur le terrain du Chankas CYC. Les dirigeants du club, surpris par l'ampleur de ce score, montent au créneau dénonçant un match arrangé.

## Résultats sportifs

### Palmarès
| Compétitions nationales               | Compétitions régionales                                              |
| - Copa Perú (1) : - Vainqueur : 2018. | - Ligue de la région de Lambayeque (2) : - Vainqueur : 2016 et 2018. |

### Bilan et records
- Saisons au sein du championnat du Pérou : 1 (2019).
- Saisons au sein du championnat du Pérou D2 : 5 (2020-).
- Plus large victoire obtenue en compétition officielle : Pirata FC 20:0 Barcelona Zenit (Copa Perú 2018)[9].
- Plus large défaite obtenue en compétition officielle : Chankas CYC 11:0 Pirata FC (Championnat D2 2023)[6].

## Joueurs et personnalités

### Entraîneurs
| - Edwin Zelada (2016) - César Sánchez (2018) - Juan Carlos Bazalar (2018) - Pablo Zegarra (2019) - Carlos Fernández (2019) | - Miguel Ángel Arrué (2019) - Carlos Cortijo (2019) - Álex Celis (2019) - Carlos Cortijo (2020) - Daniel Valderrama (2021) | - Óscar Fernández (2021) - Ricardo Ortega (2022) - Segundo Quiroz (2022) - Damián Castellanos (2023) - Segundo Quiroz (2023-) |

## Culture populaire

### Rivalités
Le Pirata FC entretient une rivalité locale avec le FC Carlos Stein, clubs basés dans le même district de José Leonardo Ortiz dans la province de Chiclayo. Ce derby est connu sous le nom de Clásico Leonardino.